# XVI Concílio de Toledo

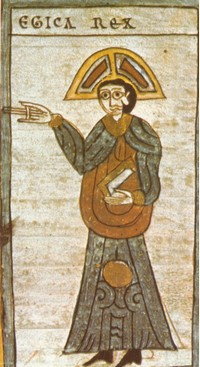
O rei visigodo Égica convocou o XVI Concílio de Toledo, em 693.

Concilio de Bispos do reino Visigodo celebrado no ano 693 em Toledo.
A rebelião de Suniefredo contra o rei Égica ocorreu na segunda metade do ano 692. Assim que regressou a Toledo o rei convocou o XVI Concilio, que durou de 25 de abril a 2 de maio de 693.
As sessões desenvolveram-se em Toledo, com assistência de sessenta e dois bispos (os bispos da província Narbonense não assistiram devido a uma epidemia), cinco abades e seis condes palatinos. 
Aprovaram-se 11 cânones. Neles se tratou dos judeus; da idolatria pagã; da sodomía; do suicídio; dos tributos que os bispos podiam exigir às paróquias; da realização de reparos nelas; da agregação a outra paróquia quando tenham menos de dez escravos; da elaboração do pão da missa; da obrigação de informar ao clero e aos fiéis do aprovado no Concílio; da protecção à família do rei; da excomunhão e desterro do bispo conspirador Sisberto e sua substituição; e do castigo a quem viole o juramento de fidelidade ao rei.
Em carta ao Concílio, o rei fez referência aos muitos que quebraram a sua confiança e exigiu que todo o funcionário do palácio que conspirasse para assassinar o rei ou arruinar os godos, ou que instigasse uma rebelião, seria destituído e passaria a ser escravo do Tesouro e confiscar-se-lhe-iam os bens. 
Os bispos secularizaram Siseberto, então bispo de Toledo que encabeçou uma das conspirações contra o rei, sendo ainda excomungado e os seus bens confiscados. No futuro nenhum rebelde nem seus descendentes poderiam voltar a desempenhar um cargo no palácio. As propriedades confiscadas passavam ao domínio pessoal do rei. 
Os usurpadores foram anatematizados em virtude do cânone setenta e cinco do IV Concilio.
O rei ordenou aos bispos da Narbonense, que não tinham podido ir ao Concilio, que celebrassem um Sínodo, e aí aprovassem os resultados do Concilio.
Ao Código de Recesvinto, reformado por Ervigio, incorporou-se a ilegalidade de um juramento de fidelidade diferente do prestado ao monarca. Algumas leis foram revogadas e restabeleceu-se a lei contra a mutilação de escravos. Permitiu-se impostos e comércio aos judeus convertidos.
O Concilio decidiu que as resoluções adoptadas deviam ser comunicadas ao clero num prazo de seis meses. Regularam-se as paróquias, as remunerações que obtinham os bispos pelas rendas dos bens imóveis, e o combate contra o paganismo.